# Fleur Hoek
Fleur Hoek (Dronten, 28 juli 1996) is een Nederlandse korfballer uit Dronten. Hoek is een speelster van Team NL, waarmee ze een gouden plak won op het EK in 2018. Ze is ook Nederlands zaalkampioen geworden met Fortuna in 2019 en 2022. Ze is een afgestudeerde fysiotherapeut. In april 2019 werd zij uitgeroepen tot de World Games atleet van de maand april. In 2019 werd zij uitgeroepen tot Korfbalster van het Jaar.

## Begin van carrière
Hoek ging op haar vijfde korfballen en begon bij ASVD uit Dronten. Daar speelde ze ook al in het eerste team. Daar maakte ze furore door in de laatste seconde te scoren in de beslissingswedstrijd voor promotie naar de Overgangsklasse. In 2014 stapte ze over naar korfbalclub DVO uit Bennekom dat op het hoogste niveau speelde, namelijk de Korfbal League. Bij DVO debuteerde ze in haar eerste seizoen ook in de Korfbal League en ontwikkelde daar zichzelf tot basisspeelster.

## Fortuna
Na vier seizoenen te hebben gespeeld bij DVO ruilde zij in 2018 van club. Per 2018-2019 ging zij spelen voor Fortuna/Delta Logistiek uit Delft.
Ze was met DVO gewend om te spelen aan de onderkant van de Korfbal League, maar met Fortuna deed ze mee voor de play-offs. Fortuna had in het jaar voor haar entree bij de club zowel de zaal- als veldfinale gespeeld.
In haar eerste seizoen bij Fortuna/Delta Logistiek haalde ze de play-offs door vierde te worden. In de play-offs werd in twee wedstrijden afgerekend met de titelhouder KV TOP en speelde Fortuna in de zaalfinale in Ziggo Dome. Fortuna won deze finale en werd landskampioen van Nederland. Hoek was in deze wedstrijd erg belangrijk door zeven treffers te noteren, waaronder een aantal belangrijke doelpunten in de tweede helft. Hoek werd na dit seizoen uitgeroepen tot Beste Speelster van het Jaar.
Als landskampioen deed Fortuna mee aan de Europacup van 2020, een internationaal toernooi met alle Europese zaalkampioenen. Fortuna won gemakkelijk in de poule-ronde door te winnen van KC Barcelona, České Budějovice en Benfica. In de halve finale werd gewonnen van Pegasus, waardoor Fortuna in de finale uitkwam tegen het Belgische Kwik. Fortuna won in de finale gemakkelijk met 34-18, waardoor het ook Europees kampioen werd.
In seizoen 2019-2020 was Fortuna goed op weg naar de play-offs in de Korfbal League. Echter werd de competitie vanwege COVID-19 niet verder uitgespeeld.
In seizoen 2020-2021 had Fortuna zich versterkt met Harjan Visscher en Lieneke Pries. In de competitie, die iets later startte, deed Fortuna goede zaken. Fortuna werd 1e in Poule B, waardoor het zich plaatste voor de play-offs. In de eerste play-off ronde versloeg Fortuna in 3 wedstrijden LDODK. In de tweede play-off ronde werd Koog Zaandijk in 3 wedstrijden verslagen, waardoor Fortuna zich voor het derde jaar op rij plaatste voor de zaalfinale. Net als in 2019 was PKC de tegenstander. Ondanks een goede wedstrijd van Hoek zelf (5 goals) verloor Fortuna de wedstrijd met 22-18.
In seizoen 2021-2022 deed Fortuna wederom goede zaken in de zaalcompetitie. De ploeg was versterkt met Mick Snel en Celeste Split en dat had positief effect op de ploeg. Gedurdende het reguliere seizoen verloor Fortuna slechts 1 wedstrijd en plaatste zich als nummer 1 voor de play-offs. In de play-offs trof Fortuna concurrent Koog Zaandijk, maar Fortuna won in 2 wedstrijden. Hierdoor plaatste Fortuna zich voor het 4e jaar op rij voor de zaalfinale. In de finale was PKC de tegenstander. In een Ahoy, waar weer publiek bij mocht zijn, werd het een spannende wedstrijd. Fortuna won de wedstrijd met 22-21, waardoor het weer Nederlands zaalkampioen was. Na dit seizoen werd Hoek genomineerd voor Beste Speelster van het Jaar.
In seizoen 2022-2023 had Fortuna een seizoen met ups en downs. Zo speelde de ploeg gedurende de competitie maar liefst 4 keer gelijk. Uiteindelijk stond de ploeg na de reguliere competitie wel op de tweede plek, waardoor ze zich hadden geplaatst voor de play-offs. In de best-of-3 serie was DVO de tegenstander. Fortuna won de eerste wedstrijd overtuigend met 29-19, maar verloor het de tweede en derde (beslissende) wedstrijd. Hierdoor plaatste Fortuna zich niet voor de zaalfinale, waardoor het was onttroond als zaalkampioen.
Iets later, in de veldcompetitie stond Fortuna na de reguliere competitie op de 1e plaats in de Ereklasse A. In de kruisfinale won Fortuna met 21-18 van DVO, waardoor Fortuna zich plaatste voor de veldfinale. In deze veldfinale was PKC de tegenstander. PKC won de finale met 18-13. Voor Hoek was dit ook individueel teleurstellend, aangezien ze zelf geblesseerd vanaf de bank moest toekijken.
Seizoen 2023-2024 was een wisselvallig seizoen voor Fortuna in de zaal. Ondanks de behaalde 21 punten eindigde de ploeg op de 5e plaats in de Korfbal League, waardoor Fortuna de play-offs miste. Hiermee kwam een reeks van 6 jaar play-offs ten einde. 
Iets later, in de veldcompetitie deed Fortuna wel goede zaken. De ploeg ging ongeslagen naar de kruisfinale, waar Fortuna met 12-11 PKC versloeg. Hierdoor plaatste Fortuna zich voor het tweede jaar op rij voor de Nederlandse veldfinale. Echter ging het in de finale tegen DVO mis; Fortuna verloor de finale met 20-13 waardoor de ploeg genoegen moest nemen met de 2e plaats van Nederland.
Het werd het laatste seizoen onder leiding van coach Ard Korporaal, die na 13 seizoenen stopte als coach bij de club.

## Erelijst
- Korfbal League kampioen, 2x (2019, 2022)
- Europacup kampioen, 1x (2020)
- Korfbalster van het Jaar, 2x (2019, 2025)
- Beste Korfballer Onder 21, 1x (2016)
- Vrouwelijke Topscoorder Korfbal League, 1x (2025)

## Oranje
Hoek viel al snel op bij Oranje door haar schotkracht en de wil om de beste korfballer te worden.  Hierdoor werd ze geselecteerd voor Oranje onder 19, Oranje onder 23 ("Jong Oranje") en per 2017 werd zij geselecteerd voor het grote Oranje.
Met Oranje onder 23, ook wel Jong Oranje genoemd won zij de World Cup in Rotterdam en de World Cup in Norwich. Landelijke bekendheid verwierf zij als speelster van het gelegenheidsteam Tulips tijdens de Korfbal Challenge van 2017. Tijdens dat toernooi maakte ze een goal, under the bridge genoemd, waarbij ze een doorloop nam en tussendoor de bal tussen haar benen door liet gaan. Dit zorgde voor het aanwezige publiek op de banken.
Per 1 januari 2018 is Hoek toegevoegd aan de hoofdmacht van Oranje. Zij vulde het selectiegat op dat Mirjam Maltha achter liet.
Hoek won goud op de volgende internationale toernooien:
- EK 2018
- WK 2019
- EK 2021
- World Games 2022
- WK 2023
- EK 2024